# Martin Heinrich
Martin Trevor Heinrich (Fallon, 17 de octubre de 1971) es un político y empresario estadounidense, miembro del Partido Demócrata y Senador de los Estados Unidos desde el 3 de enero de 2013. Previamente sirvió en la Cámara de Representantes de los Estados Unidos, por el 1.º distrito congresional de Nuevo México entre 2009 y 2013.

## Primeros años y formación
Nació en Fallon, Nevada hijo de Shirley A. Bybee y Peter C. Heinrich. Obtuvo su bachiller universitario en ciencias en la Universidad de Misuri en 1995 y posteriormente estudió en la Universidad de Nuevo México. Trabajó como director ejecutivo de la Cottonwood Gulch Foundation, dedicada a las ciencias naturales y el medio ambiente natural. Fundó su propia consultoría en políticas públicas.

## Carrera política
Fue elegido a la Cámara de Representantes en elecciones de 2008. Fue reelecto en las elecciones de 2010.
Después de que el senador Jeff Bingaman anunciara que no volvería a postularse en las elecciones de 2012, anunció en abril de 2011 que se postularía para ser el sucesor de Bingaman. En las elecciones generales venció contra su predecesora republicana en la Cámara de Representantes, Heather Wilson y asumió su nuevo cargo el 3 de enero de 2013. Se ganó rápidamente la reputación de una estrella demócrata prometedora y ocasionalmente se mencionó como posible compañera de fórmula de la candidata presidencial Hillary Clinton. Se había pronunciado a favor de ella en julio de 2014, meses antes de que Clinton anunciara su candidatura.
En las elecciones de 2018 fue el claro favorito frente a su contrincante republicano Mick Rich. En agosto Gary Johnson, quien anteriormente había sido gobernador de Nuevo México por el partido republicano y candidato presidencial por el Partido Libertario en 2012 y 2016, anunció que se postularía por los libertarios como candidato. Las expectativas de los observadores políticos de que esto podría poner en peligro su reelección no se confirmaron, ya que las encuestas mostraron que tenía una amplia ventaja sobre Rich y Johnson. Johnson se negó a abandonar la campaña electoral que los republicanos le habían pedido que hiciera en septiembre. Ganó las elecciones con 51% contra Rich con 31% y Johnson con 15%.

## Posiciones políticas
Vota con su partido cuando se trata de temas como el aborto inducido y una mayor conservación ambiental y defiende los intereses de la agricultura y la industria alimentaria. Al mismo tiempo, no ha hecho más que respetar las posiciones conservadoras una y otra vez, por lo que se le considera un demócrata centrista. Por ejemplo, se pronunció en contra de una regulación nacional más estricta sobre cuestiones del derecho a poseer armas y recibió la máxima calificación de la Asociación Nacional del Rifle, un grupo de presión, en 2010. Fue solo durante las elecciones primarias para el escaño del senado en 2012, que se pronunció a favor del matrimonio entre personas del mismo sexo.
En términos de política exterior, se presentó con sus colegas del senado Brian Schatz y Chris Murphy, que tenían aproximadamente la misma edad y también eran relativamente nuevos, a través de un artículo en Foreign Affairs de junio de 2015 como parte de una nueva generación de líderes democráticos en temas de política exterior, reemplazando a la vieja guardia de Joe Biden, John Kerry, Joe Lieberman y Daniel Inouye. Por medio de un nuevo Plan Marshall para las regiones en crisis, la insistencia en la aprobación del Congreso para cualquier acción militar y la prohibición de la tortura, así como una mayor atención al cambio climático, emergerá una nueva política exterior progresista. Apoya el Plan de Acción Integral Conjunto negociado por el presidente Barack Obama en la disputa sobre el programa nuclear de Irán como una «oportunidad histórica».